# Os 3 do Nordeste
Os 3 do Nordeste ou Os Três do Nordeste, é um trio de cantores, instrumentistas e compositores de forró do Brasil. 
Inicialmente o grupo foi batizado de Trio Estrela do Norte, depois passou a se chamar de Trio Luar do Sertão e, finalmente, Os 3 do Nordeste. O grupo originalmente foi formado em Campina Grande, na Paraíba, em 1969. Tinha como integrantes: Parafuso, Zé da Ema e Zé Pacheco. Logo o trio mudou-se para o Rio de Janeiro onde faziam frequentemente shows na Central do Brasil.
Em 1972, o Trio Nordestino havia saído da CBS para a gravadora Copacabana e Abdias, que era o produtor musical para o Nordeste, estava a procura de um cantor ou de um trio para substituí-los, então Jackson do Pandeiro indicou o trio Luar do Sertão para a vaga. O trio foi convidado a fazer um teste. Zé Pacheco era o vocalista até então, mas a pedido de Abdias, Zé Cacau assumiu os vocais a partir daí. Em 1974, através da Entré/CBS, Os 3 do Nordeste lançaram seu primeiro LP intitulado É Proibido Cochilar.
O trio continuou lançando álbuns e se consagrou nesse ramo da música popular brasileira. Em 1978, já transferidos para o selo Uirapuru/CBS, o trio obteve grande sucesso nacional com o xote Por debaixo dos panos de Cecéu, que recebeu diversas gravações, entre as quais a do cantor Ney Matogrosso. Também foram sucesso neste LP (chamado de Forró do Poeirão) os baiões Forró do poeirão, de Antônio Barros, e Bicho homem, de Cecéu.
Essa formação durou até 1979, quando Zé Cacau saiu, deixando seu lugar para Erivan Alves Almeida (Mestre Zinho), que ficou na formação do trio até o final da década de 80, dando lugar então a Marrom. Depois dessa fase e até os dias de hoje o trio passou por algumas alterações, preservando apenas como integrante original o Parafuso.
Em 03 de outubro de 2016, durante uma turnê na Europa, o trio perdeu um dos seus fundadores Carlos de Albuquerque Melo (Parafuso), o último da formação original, faleceu em Colônia, na Alemanha depois de sofrer um AVC aos 76 anos.